# Kārlis Skalbe
Kārlis Skalbe (7. listopadu 1879, Incēni, Lotyšsko – 14. dubna 1945, Stockholm, Švédsko) byl lotyšský spisovatel, básník a aktivista.

## Poezie
- Pie jūras (1898)
- Cietumnieka sapņi (1902)
- Kad ābeles zied (1904)
- Zemes dūmos (1906)
- Veļu laikā (1907)
- Emigranta dziesmas (1909)
- Sirds un saule (1911)
- Sapņi un teikas (1912)
- Daugavas viļņi (1918)
- Pēclaikā (1923)
- Vakara ugunis (1927)
- Zāles dvaša (1931)
- Klusuma meldijas (1941)

## Pohádky a tvorba pro děti
- Kā es braucu Ziemeļmeitas lūkoties (1904)
- Ezerieša meita (1907)
- Pazemīgās dvēseles (1911)
- Ziemas pasakas (1913)
- Pasaka par vecāko dēlu un citas pasakas (1924)
- Manu bērnības dienu mēnesis un citas pasakas (1926)
- Mātes leģendas (1928)
- Muļķa laime (1932)
- Garā pupa (1937)